# Gerald Durrell

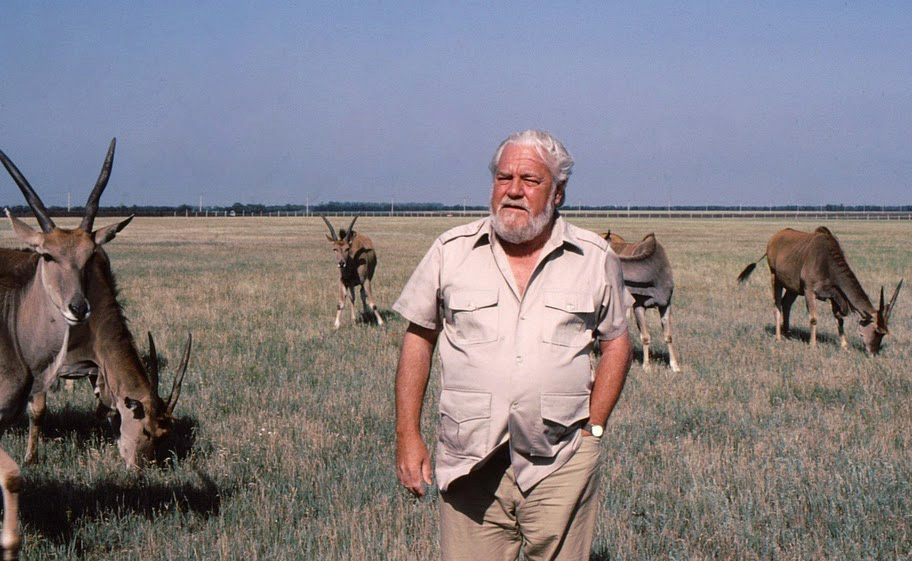
Gerald Durrell in Askanija-Nowa (1985)

Gerald ('Gerry') Malcolm Durrell (* 7. Januar 1925 in Jamshadpur, Indien; † 30. Januar 1995 auf Jersey) war ein britischer autodidaktischer Zoologe und Autor. Er war der jüngste Bruder des Schriftstellers Lawrence Durrell.

## Biografie

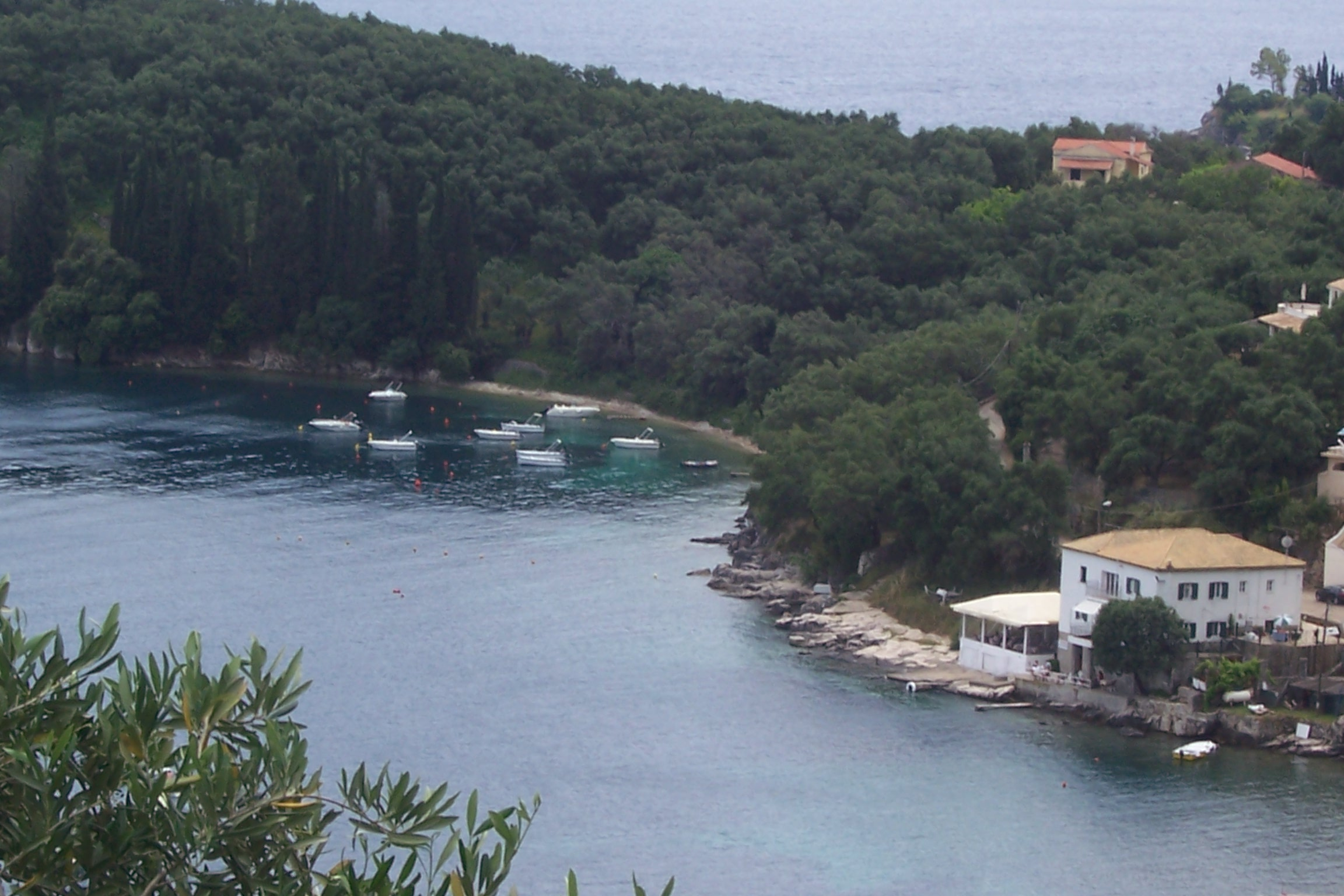
Haus der Durrells in Kalami auf Korfu

Durrell wurde in Indien geboren, und es wird behauptet, sein erstes verständliches Wort sei „Zoo“ gewesen. Er war das jüngste von vier Kindern. Nach dem Tod des Vaters zog die Familie zunächst 1928 nach England, 1935 nach Korfu, um dem regnerischen England zu entfliehen. Durrell befasste sich gründlich mit der Tierwelt Korfus, wodurch sein späteres berufliches Interesse geweckt wurde. Hier nahm auch die Bekanntschaft mit Theodoros Stefanidis ihren Ausgang. Seine Erinnerungen an diese Zeit veröffentlichte er in drei Büchern (My Family and Other Animals, 1956; Birds, Beasts, and Relatives, 1969; The Garden of the Gods, 1978), die auch in deutscher Übersetzung erschienen. Die sogenannte Korfu-Trilogie wurde 2005 verfilmt und bildete die Grundlage für die TV-Serie Die Durrells auf Korfu (2016–2019). 1939 siedelte die Familie unter dem Eindruck des beginnenden Zweiten Weltkrieges nach Bournemouth (England) um.
Nach einer Ausbildung zum Tierpfleger in Whipsnade (England) arbeitete Durrell als Tierfänger und unternahm auf der Suche nach seltenen Tieren mehrere Expeditionen. Diese Reisen führten nach Britisch-Kamerun (1947/48, 48/49, 56/57), Britisch-Guayana (1949/50), Argentinien und Paraguay (1953/54), Argentinien (1958/59), Sierra Leone (1965), Mexiko (1968, 79), Mauritius (1976, 77) und Madagaskar (1990). Er fing dort Tiere für alle großen britischen Zoos. 1950 erkrankte Durrell an Malaria und begann während dieser Ruhezeit seine Tätigkeit für den Rundfunk. Er arbeitete an sieben Fernsehserien mit. Seine frühen Expeditionen wurden von der BBC begleitet und verfilmt. Seine Filme wurden in vierzig Ländern von 150 Millionen Zuschauern gesehen. Darüber hinaus ist er Autor von 37 Büchern über Tiere und Zoohaltung. 1959 erfüllte er sich seinen Kindheitstraum und gründete auf der Kanalinsel Jersey den Durrell Wildlife Park, um bedrohte Tierarten vor dem Aussterben zu bewahren (ab 2017 Jersey Zoo). Nach finanziellen Schwierigkeiten wurde der Zoo 1963 in eine Gesellschaft umgewandelt, den Durrell Wildlife Conservation Trust. 1979 heiratete Durrell Lee McGeorge. 1980 gründete er eine „Mini-Universität“, das International Training Centre (ITC) auf Jersey, das bis heute 1420 Studenten aus 121 Ländern in Artenschutz ausgebildet hat.

## Ehrungen, Auszeichnungen

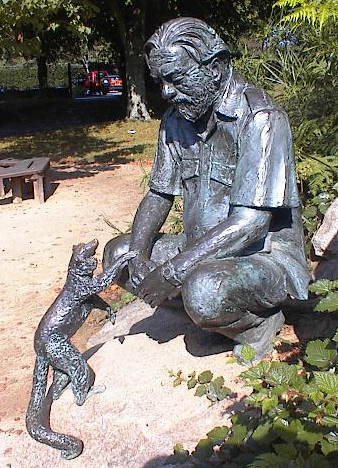
Gerald Durrell mit Lemur. Skulptur von John Doubleday

- 1956 – Fellow of the International Institute of Arts and Letters
- 1974 – Fellow of the Institute of Biology – London
- 1976 – Diploma de Honor – Argentine Society for the Protection of Animals
- 1977 – LHD – Doctor of Humane Letters – Yale University
- 1981 – Offizier des Ordens der Goldenen Arche
- 1982 – O.B.E. – Order of the British Empire
- 1988 – Richard Hooper Day Medal – Academy of Natural Science, Philadelphia
- 1988 – Doktorgrad für sein Lebenswerk der Universität von Durham
- 1989 – Doktorgrad für sein Lebenswerk von der Universität von Kent.

## Schriften
- 1953 The overloaded Ark. (dt.: Tiere, Tänze, Trommeln: Auf Tierfang im Regenwald Kameruns. Franckh, Stuttgart 1955).
- 1954 Three singles to adventure. (dt.: Grosses Herz für kleine Tiere) Tierfang in Adventure (British Guiana).
- 1954 The Bafut Beagles. (dt.: Die Spürhunde des grossen Fon: Auf Kleintierfang in Kamerun. Wien: Ullstein 1957). bei ro ro ro unter dem Titel Zoo unterm Zeltdach erschienen
- 1954 The new Noah. (dt.: Ein Noah von heute) Eine Sammlung von Geschichten für Kinder über Gerry’s Reisen nach Kamerun, Guiana and Paraguay.
- 1956 The Drunken Forest. (dt.: Der trunkene Wald)
- 1956 My Family and other animals. (dt.: Meine Familie und anderes Getier. Berlin; Frankfurt; Wien: Ullstein 1958; Neuausgabe Meine Familie und andere Tiere, Piper, München 2018, ISBN 978-3-492-05917-6)
- 1959 Encounters with animals. (dt.: Tiere ganz privat. Zürich: Sanssouci 1974, ISBN 3-7254-0276-0)
- 1960 A Zoo in my luggage. (dt.: Ein Koffer voller Tiere: Ich fange meinen eigenen Zoo. Berlin; Frankfurt/M.; Wien: Ullstein 1962).
- 1961 Island Zoo.
- 1961 Look at Zoos.
- 1962 The whispering Land. (dt.: Das flüsternde Land. Zürich: Sanssouci 1964, bei ro ro ro unter dem Titel Die goldene Herde erschienen)
- 1963 My favourite Animal Stories.
- 1964 Menagerie Manor. (dt.: Der Zoo auf der Insel) Die frühen Jahre von Durrell’s Jersey Hauptquartier und die Gründung des Durrell Wildlife Conservation Trust.
- 1966 Two in the Bush. (dt.: Rendez-vous mit Tieren. Zürich: Sanssouci 1975, ISBN 3-7254-0287-6)Ein Besuch von Neuseeland, Australien und Malaysia mit der BBC
- 1968 The Donkey Rustlers. Eine Kindergeschichte (dt.: „Das Inselgeheimnis“)
- 1968 Rosy is my relative. (dt.: Eine Verwandte namens Rosy: Eine fast wahre Geschichte. Hamburg: Rowohlt 1969). Neuauflage 2021: Die aberwitzige Reise eines betrunkenen Elefanten. Eine fast wahre Geschichte. Ullstein, Berlin 2021, ISBN 978-3-548-06417-8.
- 1969 Birds, beasts and relatives. (dt.: Vögel, Viecher und Verwandte. Reinbek: Rowohlt 1971, ISBN 3-498-01220-7).
- 1971 Fillet of Plaice. Kurzgeschichten (dt.: "Ein Schildkrötentransport und andere heitere Geschichten)
- 1972 Catch me a colobus. (dt.: Fang mir einen Colobus! – Mr. Zoo & Co.: Komisches hinter Gittern. Reinbek: Rowohlt 1973, ISBN 3-498-01221-5).
- 1973 Beasts in my Belfry. (dt.: Nichts als Tiere im Kopf) Erlebnisse als Tierwärterlehrling in Whipsnade.
- 1975 The Talking Parcel. Eine Kindergeschichte (dt.:Das geheimnisvolle Paket UK: Collins, 1974).
- 1976 The Stationary Ark. (dt.: Die Tiere in meiner Arche).
- 1977 Golden Bats and pink Pigeons. (dt.: Ein Himmel voll rosa Tauben) Eine Abrechnung der beiden Mauritiusexpeditionen.
- 1978 Garden of the Gods. (dt.: Im Garten der Götter. Eine Kindheit auf Korfu. Frankfurt/Main: Ullstein 1982).
- 1980 The Picnic and suchlike Pandemonium. Kurzgeschichten
- 1981 The mockery bird. (dt.: Der Spottvogel. Reinbek: Rowohlt 1982, ISBN 3-498-01243-6).
- 1982 The amateur naturalist. Coautor mit Lee Durrell (dt.: Gerald Durrells Naturführer. München: Christian 1983, ISBN 3-88472-083-X).
- 1982 Ark on the Move. Reisebericht über Madagaskar und Mauritius
- 1984 Howto shoot an Amateur Naturalist.
- 1986 Durrell in Russia. Coautor mit Lee Durrell; Fotoband über die Reservate der UdSSR
- 1987 The fantastic flying journey. Kindergeschichten
- 1989 The fantastic dinosaur adventure. Kindergeschichten
- 1990 The ark's anniversary. (dt.: Das Fest der Tiere: die Geschichte meines Zoos. Reinbek: Rowohlt 1992, ISBN 3-499-13035-1).
- 1990 Keeper.
- 1991 Marrying off Mother. Kurzgeschichten
- 1991 Toby the tortoise. Kindergeschichten
- 1992 The aye aye and I.

## Fernsehen
- 1962 Two in the Bush (BBC) achtteilige Serie
- 1966 Catch me a Colobus sechs Filme über die Expeditionen in Sierra Leone
- 1966 A Bull called Marius ein Film über die Camargue der BBC
- 1974 The stationary Ark über die Arbeit des Durrell Wildlife Conservation Trust (von Pat Ferns, Primetime TV, Toronto).
- 1980 The edge of Extinction (BBC) Dokumentarfilm über Mexiko und Jersey
- 1981 Ark on the Move dreizehnteilige Serie über das Tierleben in Mauritius und Madagaskar (von Pat Ferns, Primetime TV, Toronto.).
- 1983 The Amateur Naturalist (von Pat Ferns, Primetime TV, Toronto).
- 1986 Durell in Russia
- 1987 My family and other animals (BBC), Dauer 4:17 h; kürzere Fassung: My family and other animals (BBC), Dauer 1:28 h; deutsche Fassung: Wilde Zeiten auf der Insel (mit deutschen Untertiteln).
- 1987 Ourselves and other animals dreizehnteilige Serie (von Pat Ferns, Primetime TV, Toronto. Screened by Channel 4).
- 1991 To the Island of the Aye-Aye Dokumentarfilm über die Madagaskarexpedition (von Channel Television, Jersey).